# Mia Dearden
Mia Dearden es una superheroína de DC Comics, el segundo personaje en asumir el papel de la compañera de Green Arrow, Speedy. Creada por el escritor Kevin Smith y el artista Phil Hester, apareció por primera vez en Green Arrow (vol. 3) #2 (mayo de 2001). Es uno de los pocos personajes VIH-positivos de los cómics. En The New 52, un hombre misterioso está buscando a Mia.
Mia Dearden apareció en Smallville, interpretada por Elise Gatien. Una adaptación suelta, Thea Queen, apareció en la serie de televisión de Arrowverso Arrow, interpretada por Willa Holland.

## Historia del personaje
Mia Dearden es una adolescente fugitiva que fue abusada por su padre. Incapaz de sobrevivir por sí misma, se enamoró de un hombre que le ofreció techo y comida a cambio de explotarla en su círculo de prostitución infantil. Mia fue rescatada de uno de sus clientes, un político local depravado, por el héroe disfrazado Green Arrow, que acababa de regresar de entre los muertos a Star City. Enviada por Green Arrow para ver a Oliver Queen (su verdadera identidad) en busca de ayuda, Mia vio a través del disfraz de Queen y se convirtió en su nueva pupila; con el tiempo, la ve como una hija. Mia continuó trabajando con Oliver, quien estaba ocupado tratando de reconstruir su propia vida, y después de encontrar su ballesta, Ollie comenzó a entrenarla como arquera. Además, entrena con el hijo de Oliver, Connor Hawke en artes marciales y forja una estrecha amistad con él. Mia continuamente solicitó a Green Arrow que le permitiera servir como su compañera, pero Oliver objetó, no queriendo poner en riesgo a otro adolescente.
Mia apareció en Green Arrow como personaje secundario hasta 2004, cuando el escritor Judd Winick reveló que era seropositiva, un legado de su explotación. Con este conocimiento, Mia redobló sus esfuerzos para convencer a Green Arrow de que la dejara convertirse en la nueva Speedy, y Green Arrow finalmente cedió. Mia asume el papel de Speedy, y, posteriormente, Oliver decidió que haría bien en unirse a los Jóvenes Titanes. Para ganarse su lugar en el equipo, Cyborg hizo que el nuevo Speedy se enfrentara a Robin. Mientras Robin vencía a Speedy, Mia demostró ser una luchadora muy hábil y una Titán digna. Poco después de su primera misión oficial con los Titanes, le reveló al equipo que era seropositiva. La aceptaron sin dudar ni temer.
El primer Speedy, Arsenal (Roy Harper), le dio a Mia un juego de sus viejas flechas, incluida una misteriosa flecha azul etiquetada: "Usar solo en caso de emergencia". Ni siquiera Roy conocía su poder. Mia estuvo tentada de usar la flecha en su primera misión contra el Dr. Luz; contra un Superboy poseído, Indigo, Lex Luthor y Brainiac; y otra vez cuando se enfrentaron a los sirvientes demoníacos del Hermano Sangre. Cuando finalmente usó la flecha, resultó ser una flecha de la Zona Fantasma, robada de la Fortaleza de la Soledad de Superman por Roy cuando era Speedy. Mia usó la flecha para intentar atrapar a Superboy Prime; sin embargo, pudo escapar casi de inmediato, aparentemente gracias a su superfuerza.
Después de los eventos de Crisis infinita, Mia se recuperó de las heridas en una isla con Green Arrow y Connor, regresando aproximadamente un año después. En su tiempo en la isla, Mia se entrenó en nuevos estilos de lucha y curación, y en trabajar en equipo con Green Arrow.
Jason Todd, el ex socio de Batman, secuestra a Dearden. Jason creía que él y Speedy compartían similitudes, aunque la secuestró para tomar represalias contra la interferencia de Batman en su operación de contrabando de armas. Al involucrar a Green Arrow, estaba tratando de mostrarle a Batman el precio de involucrar a otros en su conflicto. Jason llevó a Speedy a la escuela secundaria Smith O'Neil, donde el antiguo Robin la desató para que pudieran pelear. Jason comentó lo parecidos que eran, viviendo en las calles y teniendo que hacer cosas malas para poder sobrevivir. También estaba al tanto de su pasado y situaciones con su familia, como prostituta y su estado serológico. Jason derrotó a Speedy, pero le permitió escapar después de decirle que ni Batman ni Green Arrow lo entenderían, pero que ella lo haría. Después, voló la escuela y se fue. A pesar de su negación vehemente, las palabras de Jason aparentemente afectaron a Mia en algún nivel.
En los meses transcurridos desde este evento, las cosas para Mia y el resto de su familia han estado en un constante estado de agitación. Todo comenzó cuando Green Arrow le propuso matrimonio a Canario Negro. Después de una ceremonia en Happy Harbor que luego fue atacada por supervillanos, se reveló que Green Arrow nunca logró casarse con Dinah. En cambio, fue secuestrado y reemplazado por Everyman, quien intentó matar a Dinah en su noche de bodas. Mia, Connor y Dinah logran salvar a Ollie, que fue secuestrado por Abuela Bondad y las Amazonas, pero inmediatamente después, Connor casi muere por un disparo destinado a Ollie. El ataque deja a Connor en estado vegetativo, tras lo cual es secuestrado por la supuesta Liga de Asesinos. Mia, Dinah y Ollie recorren el mundo con Batman y Plastic Man en busca de su familiar desaparecido. Durante este tiempo, el grupo se reúne y trabaja con un joven justiciero británico apodado Dodger, por quien Mia se siente atraída. A lo largo de la misión, Mia y Dodger trabajan juntos, y esta asociación culmina cuando Dodger le pide una cita a Mia.
Después del rescate de Connor, Mia se muda a Londres para buscar un romance con Dodger, aunque finalmente regresa de Londres, habiendo roto con Dodger desde que lo encontró 'besándose' con la actriz Emma Watson. Regresa justo a tiempo para salvar a Black Canary durante una batalla y presenciar la partida de Ollie. Ella regresa con un traje negro con flechas negras, diferenciándola del traje verde que usa Ollie y el rojo que luce Roy como Red Arrow.
Durante la historia de Blackest Night, Mia viaja brevemente a Ciudad Costera con Connor para luchar contra la invasión de Black Lantern. Ella y Connor rescatan a Dinah de Ollie, quien había sido transformado en Black Lantern por Nekron. Regresan a Star City tras el final de Blackest Night.
Durante los eventos de Justice League: Cry for Justice, Mia está cuidando a la hija de Roy Harper, Lian, pero es llamada cuando se ve al Electrocutor plantando bombas creadas por Prometheus en Star City, que tienen la intención de mover Star City a un universo alternativo. Las bombas, sin embargo, no teletransportan la ciudad, sino que comienzan a destruirla. Para horror de Mia, las bombas destruyen su casa y matan a Lian. Esto lleva directamente a la historia de Rise and Fall.
En la historia de Rise and Fall, Mia ayuda a Green Arrow después de que la Liga de la Justicia intenta capturarlo por matar a Prometheus. Mientras Green Arrow distrae a la Liga, Mia secuestra a Electrocutor y lo lleva a su escondite debajo de Star City. Aunque Mia le ruega a Green Arrow que le dé la oportunidad de matar a Electrocutor, él la convence de que matar no es la respuesta y toma a Electrocutor bajo custodia. Tras el arresto de Electrocutor, Mia asiste al funeral de Lian junto con varios héroes prominentes, incluidos sus excompañeros de equipo de los Jóvenes Titanes. Durante el servicio, Mia es atacada por Roy, quien la culpa furiosamente por haber matado a Lian. Aunque Ravager interviene y finalmente hace que Roy se vaya, Mia queda visiblemente conmocionada por sus acusaciones.
Junto a Damian Wayne y un grupo de otros ex-Titanes, Mia ayuda al entonces actual equipo de Jóvenes Titanes durante su batalla contra Superboy Prime y Legión del Mal. Durante la batalla, ella y Ravager trabajan juntos para acabar con Persuader.

### The New 52
En septiembre de 2011, The New 52 reinició la continuidad de DC. En esta nueva línea de tiempo, el personaje se menciona por primera vez en la historia de Green Arrow "Kingdom" cuando un individuo misterioso tortura a un hombre para obtener información sobre el paradero de Mia Dearden, a quien de alguna manera considera una amenaza mayor para él que Green Arrow. Ella solo se muestra en una imagen. Dice que su padre, John King, la persigue.

## Poderes y habilidades
Mia no posee poderes ni habilidades sobrehumanas , pero es una arquera consumada. A diferencia de Connor Hawke, que se basa en simples ejes de madera, como Oliver, Mia emplea flechas con truco. Además de un arco, Mia también domina el uso de una ballesta, para consternación de Oliver. Aunque Mia es una hábil luchadora callejera, Connor Hawke y Canario Negro también le enseñaron muchas formas de artes marciales como Krav Maga, Kenjustu y defensa personal antes de asumir el papel de "Speedy". Un año después de Crisis infinita, amplió su entrenamiento en una isla con Connor y, al igual que su mentor, ahora es una experta en combate con espadas.
Mia es seropositiva y, como tal, toma medicamentos antirretrovirales con todos los efectos secundarios que conlleva. Debido a su condición, también debe tener mucho cuidado cuando se lesiona en combate.

## Apariciones en otros medios

### Televisión
- Mia Dearden aparece en la novena temporada de Smallville, interpretada por Elise Gatien. El personaje aparece en dos episodios; "Fuego cruzado" y "Discípulo". Aparece por primera vez como miembro de un ring de boxeo clandestino. Fiel a los cómics, se la presenta como una fugitiva que ha recurrido a la prostitución para sobrevivir. Oliver Queen la ve en el ring e impresionado por sus habilidades de lucha y al darse cuenta de sus situaciones problemáticas actuales, decide tomarla bajo su protección. Ella traiciona brevemente a Queen por un hombre llamado Ricky (Michael Adamthwaite), a quien le debe dinero. Oliver, con la ayuda de Lois Lane y Mia, lucha contra los hombres de Ricky y son rescatados por el alter ego de Clark Kent, The Blur. A pesar de la traición, Oliver todavía quiere ayudar a Mia. En "Discipulo", Mia es secuestrada por un arquero villano llamado Vordigan, pero Oliver y Clark la rescatan. Ella se entera de la identidad secreta de Queen como Green Arrow y se convierte en su protegida, pero no se convierte en su compañera en el transcurso de la serie. Mia usa ropa roja y amarilla, que representa los colores del disfraz de Speedy en los cómics. A diferencia de los cómics, Mia es morena y solo se la ve con cabello rubio cuando usa una peluca como prostituta. El personaje aparece en la continuación de la temporada 11 del cómic y de manera prominente en miniseries como Smallville: Titans [14] y brevemente en Smallville: Harbinger.
- Arrow presenta una adaptación suelta de Mia Dearden en la forma de Thea Dearden Queen (Willa Holland), la media hermana menor de Oliver Queen, quien la apodó "Speedy" cuando era niña. En la tercera temporada, usa "Mia" como alias mientras se esconde en Corto Maltese. Después de convertirse en parte del Equipo Arrow, toma el nombre de Speedy como su nombre en clave. Holland también ha interpretado al personaje en The Flash.
  - Katherine McNamara interpretó a Mia Smoak (también conocida como Mia Queen), la hija de Oliver en las temporadas 7 y 8. En 2040, Mia se convierte en la nueva Green Arrow.

### Videojuegos
- En el videojuego Injustice 2, se pueden desbloquear dos variaciones de color del disfraz de Mia como sombreadores alternativos para Green Arrow.